# Первомайский (Забайкальский край)
Первома́йский — посёлок городского типа в Шилкинском районе Забайкальского края, административный центр городского поселения «Первомайское».
Население — 11 112 чел. (2021).
Распоряжением Правительства РФ от 29 июля 2014 года № 1398-р «Об утверждении перечня моногородов» пгт включён в категорию «Монопрофильные муниципальные образования Российской Федерации (моногорода) с наиболее сложным социально-экономическим положением».

## География
Посёлок расположен на юго-западе района, в 50 км к юго-западу от районного центра, города Шилки, в 10 км от железнодорожной станции Солнцевая Забайкальской железной дороги, на северо-востоке Могойтуйского хребта, недалеко от слияния рек Ингода и Онон.

## История
Основан в 1937 году как рудник Слюдянка с началом старательской добычи касситерита — минерала олова из Завитинского редкометалльного месторождения Борщовочным приисковым управлением, затем на его базе в 1942 году было создано Завитинское литиевое рудоуправление Министерства цветной металлургии — впоследствии (с 17 марта 1956 г.) рудоуправление № 16 — предприятие почтовый ящик № 18, а с 1967 года — Забайкальский ГОК Министерства среднего машиностроения СССР, ныне Госкорпорация «Росатом». С 1942 года предприятие занималось добычей и переработкой комплексных литиево-бериллиевых руд Завитинского месторождения, являясь единственным в стране производителем литиевых концентратов. В 80-х годах это уже был самый крупный в Читинской области горно-обогатительный комбинат, который добывал в карьере и перерабатывал на обогатительной фабрике более миллиона тонн руды. В составе ГОКа были, кроме карьера и обогатительной фабрики, Управление строительства с военно-строительным отрядом и СМУ, ТЭЦ и водозаборы на р. Онон и р. Ингода, промышленная база строительства, научно-исследовательская лаборатория с опытной обогатительной фабрикой, авторемонтный и ремонтно-механический завод с литейным цехом, цех КИПиА, автобаза, ОРС, ЖКХ, Кижингинское рудоуправление в Бурятии и Алтагачанское рудоуправление в Оловяннинском районе. Все подразделения ГОКа были высокой культуры производства и с хорошо подготовленным профессиональными персоналом. Обогатительная фабрика выпускала для предприятий своего Министерства и оборонно-промышленного комплекса литиевый и бериллиевый флотационные концентраты, тантало-ниобиевый и оловянный гравитационные концентраты и кварц-полевошпатовое сырьё для стекольной и керамической промышленности. В 2002 году был построен и запущен в работу гидрометаллургический цех для производства до 40 т тантала и 60 т ниобия из руды Этыкинского месторождения — стратегического сырья, используемого в оборонной промышленности, атомной энергетике, сверхпроводниках, электронике, медицинской и других высокотехнологичных отраслях промышленности.
Современное название посёлок получил в 1951 году, в 1961 году был присвоен статус посёлка городского типа.
В 1957—1990 годах велось строительство благоустроенного жилья, объектов соцкультбыта, школ, детских садов, лечебных учреждений, торговых центров и предприятий общепита, железной дороги до ж.д. станции Солнцевая с мостом через р. Ингода, автомобильных дорог с твёрдым покрытием, ЛЭП и линий связи. Уже в 60-х годах Первомайский был самым благоустроенным и озеленённым посёлком Читинской области с развитой сетью культурных и спортивных учреждений, с утопающей в зелени деревьев площадью Ленина с памятником вождя, со сквером «Победа» и обелиском и мемориалом памяти воинов ВОВ. В сосновом бору, вблизи р. Ингода, был построен детский оздоровительный и спортивный лагерь, на базе которого с сентября по май функционировал медицинский профилакторий. Кроме основных подразделений ЗабГОКа в посёлке были введены в эксплуатацию хлебозавод, пожарно-спасательная часть, мясокомбинат с колбасным цехом, молокозавод с выпуском сыра и майонеза, пищекомбинат (1974), автозаправочная и газо-распределительная станция с газохранилищем сжиженного газа, цеха электроники (1990) и медицинских одноразовых систем. Посёлок был связан авиалинией местного значения с Читой. Благодаря принадлежности к Министерству среднего машиностроения СССР население посёлка снабжалось гораздо лучше окружающих населённых пунктов, посёлок имел хорошо оснащённую медико-санитарную часть Минздрава СССР с высокопрофессиональными коллективом.
В начале 1990-х годов произошло резкое снижение производства основной продукции — литиевого и бериллиевого концентратов и, как следствие, ухудшение финансово-экономического положения Забайкальского ГОКа, что привело к сокращению численности рабочих на комбинате и населения посёлка. В 1997 году карьер ЗабГОКа совсем прекратил работу, а обогатительная фабрика выпуск основной продукции. Незначительный рост производства в конце 1990-х — начале 2000-х годов связан с реализацией государственной программы ЛИБТОН по выпуску химконцентратов тантала и ниобия из руды Этыкинского месторождения. В 2004 году программа была закрыта, но попытка продолжить работу комбината выпуском флюоритового концентрата из руды Эгитинского месторождения дала результаты. С 2005 по 2007 годы была произведена реструктуризация предприятия в группу компаний ОАО «ЗабГОК», а также модернизация обогатительной фабрики, с увеличением объёмов производства плавикового шпата с 22 000 тонн до 45 000 тонн, что позволило к 2008 году вывести группу компаний на рентабельный уровень производства. Были произведены расчёты со всеми кредиторами, погашена задолженность по заработной плате. Более того, заработная плата была проиндексирована и коллектив численностью 1500 человек её исправно получал. Выручка группы компаний Забайкальский ГОК выросла до 450 миллионов рублей в год. Затем, начиная с 2009 года, по ряду причин, ГК «Росатом» реализовала сценарий возврата акций в собственность ОАО «ТВЭЛ», но уже через год, в 2010 году, акции в очередной раз были проданы новой частной компании, которая в 2011 году предприняла попытку перепрофилирования актива на производство сурьмы, но проект оказался нерентабельным. Восстанавливать производство флюорита не стали, и не имея иных вариантов развития и работы, деятельность группы компаний ОАО «ЗабГОК», включая основной актив в виде обогатительной фабрики, была окончательно прекращена. Посёлок остался без градообразующего предприятия и, соответственно, начался рост безработицы и усилился отток населения, резко сократились налоговые поступления в бюджет поселения.

## Население
| 1959    | 1970    | 1979    | 1989    | 2002    | 2007    | 2009    |
| ------- | ------- | ------- | ------- | ------- | ------- | ------- |
| 12 866  | ↗14 310 | ↗15 750 | ↗16 299 | ↘13 098 | ↘13 000 | ↘12 937 |
| 2010    | 2011    | 2012    | 2013    | 2014    | 2015    | 2016    |
| ↘12 154 | ↗12 164 | ↘11 953 | ↘11 826 | ↘11 554 | ↘11 398 | ↗11 406 |
| 2017    | 2018    | 2019    | 2020    | 2021    |         |         |
| ↘11 334 | ↘11 316 | ↘11 242 | ↗11 244 | ↘11 112 |         |         |

## Городское поселение «Первомайское»
В состав городского поселения входят 4 населённых пункта:
- Первомайский (пгт, административный центр) — 11 112[1]
- Солнцево (село) — 228[21]
- Уненкер (село) — 172[21]
- Шиванда (село) — 99[21]

## Экономика
В посёлке действуют: ООО «РМЗ», ООО «ЗМЗ»,МУП «ЖКХ», предприятие строительных материалов, ТЭЦ, Мясокомбинат, ООО «Оникс», пожарно-спасательная часть, автозаправочная станция, предприятие ритуальных услуг и др. Имеется сеть магазинов «Торговый дом Первомайский». Супермаркеты «Наша Читинка», Наш Дискаунтер, ХлебСоль, «Маккавеевский», МегаТехника, несколько кафе и ресторан «Дача».
Из числа действующих в Первомайске предприятий, ЗабГОК можно исключить. Но при этом появилась информация на федеральном уровне о возобновлении его работы..

## Образование и культура
В посёлке имеются: 4 средние школы, многопрофильное профессиональное училище, учебно-производственный комбинат, Детская Школа Искусств, Дом Детского Творчества, 3 ДОУ, Дом культуры, кинотеатр «Россия», краеведческий музей, спортивный комплекс с бассейном, Краевая Больница — 3 и три учреждения краевого Министерства соцзащиты.

## Люди, связанные с посёлком
Первые советские директора ЗабГОКа, крупные организаторы горного производства, орденоносцы СССР: С. Ф. Жиряков, Д. М. Маров, И. Н. Козыренко. В Первомайском жили и работали в ЗабГОКе герои Великой Отечественной войны С. А. Мельников, Герой Советского Союза, и А. Е. Корчагин, полный кавалер трёх орденов «Слава». В посёлке родился и провел детские годы Герой Российской Федерации, космонавт Евгений Тарелкин, здесь же родился, жил и работал в ЗабГОКе Степан Жиряков, будущий спикер Законодательного собрания Забайкальского края первого созыва и член Совета Федерации Федерального Собрания РФ. Также здесь родились и учились в школьные годы Ольга Жигмитова, российская оперная певица (меццо-сопрано) и поэт и композитор, лидер группы «Калинов мост» Дмитрий Ревякин.

## Достопримечательности
Памятник Ленину (статуя) на одноимённой площади, обелиск в честь Победы 1945 года и мемориал памяти участников ВОВ, законсервированный и затопленный карьер ГОКа. Вблизи посёлка находится курорт Шиванда с минеральными источниками и слияние рек Онон и Ингода в один из двух истоков Амура — реку Шилка.